# Debbie Allen
Debbie Allen, née le 16 janvier 1950 à Houston (Texas) aux États-Unis, est une actrice, réalisatrice, productrice, compositrice et danseuse américaine.
Elle est essentiellement connue pour son rôle de Lydia Grant dans la série télévisée Fame  et du Dr Catherine Avery dans la série Grey's Anatomy.

## Biographie

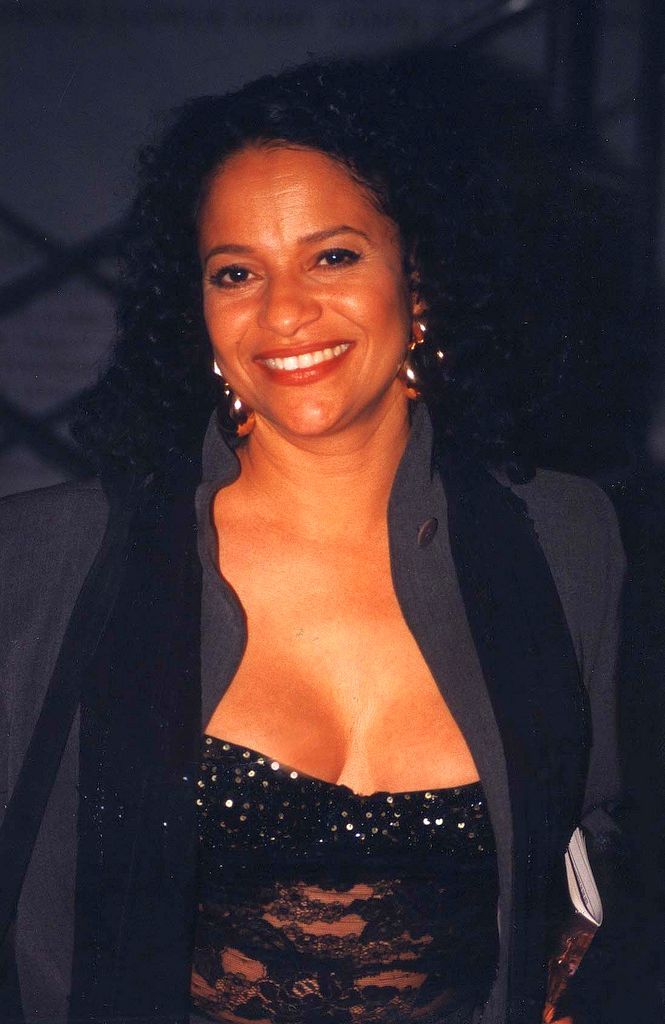
Debbie Allen.

### Jeunesse et formation

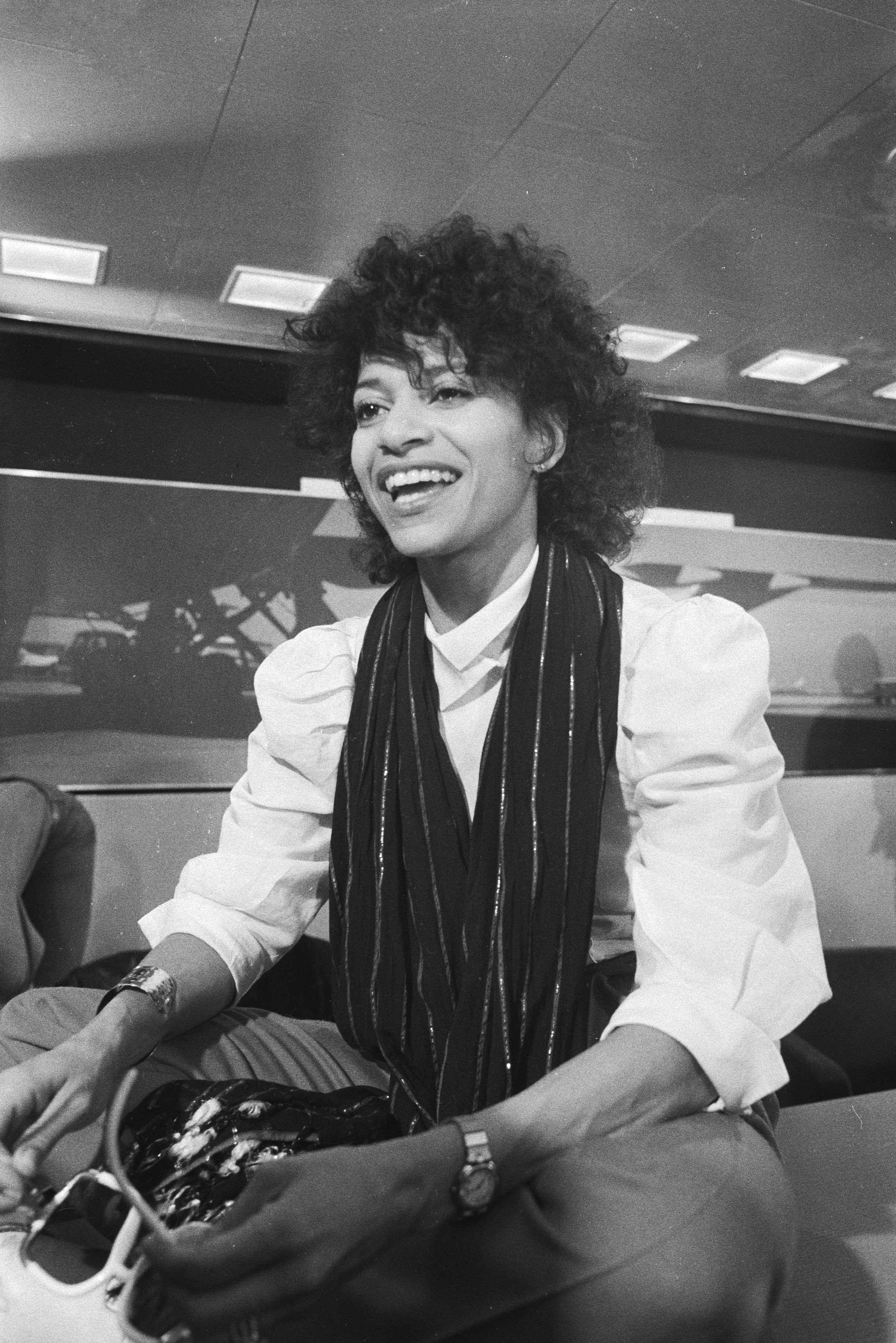
Debbie Allen en 1983.

Debbie est le troisième enfant du chirurgien dentiste  Andrew Arthur Allen Jr. et de la poète et éditrice Vivian Allen,. Sa sœur est  Phylicia Rashad et son frère Tex Allen qui devient un musicien de jazz. Dès ses cinq ans, elle suit des cours de danse auprès de professeurs issus des Ballets Russes. En 1957, ses parents divorcent. En 1959, sa mère la présente à l'école dépendant du Houston Ballet, mais elle est recalée parce qu'elle est une Afro-Américaine. Un an après, en 1960, sa mère, sur un coup de tête, part s'installer au Mexique avec ses enfants, pensant que la vie serait plus facile car les préjugés racistes y sont bien plus faibles. Deux ans après, la famille retourne à Houston en 1964 elle se représente à nouveau au Houston Ballet et est, cette fois-ci, acceptée ; le climat ayant changé aux États-Unis, le pays se trouvant en pleine phase de déségrégation,.
Elle obtient un Bachelor of Arts (licence) en littérature grecque, expression et art dramatique à l'Université Howard, avec la mention cum laude.

### Carrière
Sa carrière commence au théâtre Broadway dans la comédie musicale Purlie. Elle incarne Beneatha dans Raisin, l'adaptation de A Raisin in the Sun de Lorraine Hansberry sous la direction de Donald McKayle, qui gagne les Tony Awards de la meilleure comédie musicale en 1974.
En 1980, elle fait une apparition sous les traits de professeur de danse Lydia Grant dans le film Fame. Son personnage prend de l'importance devenant l'un des personnages clés de l'intrigue dans la série télévisée éponyme diffusée entre 1982 et 1987.
De 1988 à 1993, elle reprend la série dérivée du Cosby Show, A Different World pour la relever et en faire une série phare, notamment auprès des jeunes Afro-Américains,,.
Elle sort l'album solo Sweet Charity en 1986 et un autre intitulé Special Look en 1989.
En 2001, elle ouvre à Los Angeles sa propre école de danse la Debbie Allen Dance Academy.
Elle participe depuis 2007 à l'émission de télévision américaine présentant une compétition de danse Tu crois que tu sais danser.
En 2013, elle crée un spectacle Freeze Frame... Stop the Madness au Brisbane Festival (en) en Australie, consacré aux violences inter-raciales. Le spectacle est représenté au Wallis Annenberg Center for the Performing Arts (en) de Beverly Hills en 2016,,.

### Vie privée
Debbie Allen est la sœur de la chanteuse, actrice de cinéma, de télévision et de théâtre et productrice, Phylicia Rashad, première Afro-Américaine à obtenir un Tony Award,.
En 1975, Debbie Allen épouse Winnfred Wilford, le couple divorce en 1983,.
En 1984, Debbie Allen épouse le basketteur Norm Nixon, le couple donne naissance à deux enfants, Vivian Nichole et Norman, Jr,,.

## Filmographie

### Actrice
- 1977 : Dancing in the Wings (TV)
- 1977 : 3 Girls 3 (série télévisée)
- 1977 : The Greatest Thing That Almost Happened (TV) : Julie Sutton
- 1978 : The Sentry Collection Presents Ben Vereen: His Roots (TV)
- 1979 : the love boat (saison 2, épisode 22 l'amour est aveugle) : Selena Moore
- 1979 : Racines 2 ("Roots: The Next Generations") (feuilleton TV) : Nan Branch Haley
- 1979 : Ebony, Ivory et Jade (Ebony, Ivory and Jade) (TV) : Claire 'Ebony' Bryant
- 1979 : The Fish That Saved Pittsburgh : Ola
- 1980 : Drawing Power (série télévisée) (voix)
- 1980 : Fame de Alan Parker : Lydia Grant
- 1981 : Ragtime de Miloš Forman : Sarah
- 1982 - 1987 : Fame (série télévisée) : Lydia Grant
- 1982 : Alice at the Palace (TV)
- 1983 : Le pénitencier de l'enfer (en) (Women of San Quentin)  (TV) : Carol Freeman
- 1984 : Celebrity (feuilleton TV) : Regina Brown
- 1986 : Jo Jo Dancer, Your Life Is Calling (en) de  Richard Pryor : Michelle
- 1989 : The Debbie Allen Special (TV) : Host
- 1991 : Code Quantum (série télévisée) - Saison 3 - épisode 14 : Joanna Chapman
- 1991 : Sunday in Paris (TV) : Sunday Chase
- 1992 : Stompin' at the Savoy (TV) : Estelle
- 1994 : L'Apprenti millionnaire (Blank Check) : Yvonne
- 1994 : Mona Must Die : Betty
- 1995 : Black Rebel (Out-of-Sync) : Manicurist
- 1995 : In the House (série télévisée) : Jackie Warren (1995-1996)
- 1996 : C-Bear and Jamal (série télévisée) (voix)
- 1999 : Michael Jordan: Les chemins de la gloire (Michael Jordan: An American Hero) (TV) : Deloris Jordan
- 1996 : Les Anges du bonheur (série télévisée) - saison 3 - épisode 4 : Valerie Dixon
- 2000 : Everything's Jake : Librarian
- 2001 : The Old Settler (TV) : Quilly (nee 'Queen Esther')
- 2001 : All About You : Ruth
- 2001 : The Painting : Bertha Lee Gilmore
- 2006 : Tournament of Dreams : Rhonda Dillins
- 2003 : Division d'élite (série télévisée) - saison 3 - épisode 3 : Wanda Washington
- 2006 : Tout le monde déteste Chris (série télévisée) - saison 2 - épisode 3 : Elle-même
- 2009 : Fame de Kevin Tancharoen : Le proviseur Simms
- 2011 : Grace (TV) : Helen Grace
- depuis 2011 : Grey's Anatomy : Dr Catherine Avery (série télévisée) - (depuis la saison 8)
- 2016 : Jane the Virgin (saison 2, épisode 21)
- 2018 : Raven : Tante Maureen (saison 2, épisode 16)
- 2018 : S.W.A.T (série télévisée) : Charice Harrelson, mère de Hondo (7 épisodes)

### Réalisatrice
- 1982 : Fame (Fame) (série télévisée)
- 1982 : Sacrée Famille ("Family Ties") (série télévisée)
- 1988 : Cosby Show : Emma
- 1988-1993 : Campus Show (83 épisodes)
- 1989 : The Debbie Allen Special (TV)
- 1989 : Polly (TV)
- 1990 : Polly: Comin' Home! (TV)
- 1991 : Code Quantum (série télévisée) - Saison 3 - épisode 14
- 1992 : Stompin' at the Savoy (TV)
- 1993 : Code Quantum (série télévisée) - Saison 5 - épisode 17
- 1993- 1994 : The Sinbad Show (en) (série télévisée)
- 1995 : Black Rebel (Out-of-Sync)
- 1996 : The Jamie Foxx Show (série télévisée)
- 1997 : Between Brothers (série télévisée)
- 1998 : Linc's (série télévisée)
- 1999 : Les Parker ("The Parkers") (série télévisée)
- 2001 : The Old Settler (TV)
- 2002 : Phénomène Raven ("That's So Raven") (série télévisée)
- 2002 : La Treizième Dimension ("The Twilight Zone") (série télévisée)
- 2004 : Phénomène Raven - Des pouvoirs surnaturels (vidéo)
- 2003-2007 : All Of Us (44 épisodes)
- 2006-2009 : Tout le monde déteste Chris (10 épisodes)
- 2010-2016 : Grey's Anatomy (13 épisodes)
- 2014 : Witches of East End (1 épisode)
- 2014 : How to Get Away with Murder
- 2014-2015 : Scandal (3 épisodes)
- 2014-2015 : Jane the Virgin (2 épisodes)
- 2015 : Empire
- 2024 : Grey's Anatomy

### Productrice
- 1991 : Sunday in Paris (TV)
- 1995 : Une journée en enfer
- 1997 : Amistad[23]
- 2001 : The Old Settler (TV)
- 2001 : The Painting
- 2002 : Cool Women (série télévisée)

### Musique de films
- 1997 : Amistad de Steven Spielberg, avec John Williams

## Théâtre (comédies musicales)
- 1970-1971 : Purlie, de Gary Geld et Peter Udell, une danseuse[24],[25],[26],
- 1973-1975 : Raisin (comédie musicale) (en), de Judd Woldin (en) et Robert Brittan, Beneatha[27],[28],
- 1975 : Truckload, de Louis St. Louis, Hugh Wheeler et Wes Harris[29],[30],
- 1978-1982 : Ain't Misbehavin' (comédie musicale), de Thomas "Fats" Waller, Murray Horwitz (en) et Richard Maltby Jr. (en)[31],[32],
- 1980 : West Side Story, de Leonard Bernstein et Stephen Sondheim, Anita[11],[33],[34],
- 1986-1987 : Sweet Charity (comédie musicale), de  Cy Coleman, Dorothy Fields et Neil Simon, Charity[35],[36],[37],
- 1988 : Carrie, de Lawrence D. Cohen (en), Dean Pitchford (en), et Michael Gore, chorégraphie de Debbie Allen[38],[39],[40],
- 2008 : La Chatte sur un toit brûlant de Tennessee Williams et Andrew "Tex" Allen, mise en scène de Debbie Allen[41],[42],[43],

## Œuvres
- (en-US) Brothers of the Knight (ill. Kadir Nelson), Puffin Books (réimpr. 2001) (1re éd. 1999), 40 p. (ISBN 9780142300169),
- (en-US) Dancing in the Wings (ill. Kadir Nelson), Dial Books, 1er septembre 2000, 32 p. (ISBN 9780803725010),

## Prix et distinctions

### Récompenses

#### Emmy Awards
- 1982 : lauréate d'un Emmy Award, catégorie "meilleure chorégraphie" pour Fame sur la chaîne NBC[44]
- 1983: lauréate d'un Emmy Award, catégorie "meilleure chorégraphie" pour Fame sur la chaîne NBC[45]
- 1991 : lauréate d'un Emmy Award catégorie "meilleure chorégraphie"  pour son travail chez ABC[46]
- 2021 : lauréate d'un Emmy Award :
  - Prix des Gouverneurs pour l’ensemble d’une carrière[47]
  - Meilleur téléfilm pour Dolly Parton : C'est Noël chez nous
  - Meilleure chorégraphie pour Dolly Parton : C'est Noël chez nous

#### Autres
- 1982 : Golden Apple Awards pour Debbie Allen
- 1983 : Golden Globe de la meilleure actrice dans une série télévisée musicale ou comique pour Fame[48]
- 1991 : cérémonie d'inscription de son étoile sur le  Walk of Fame (Hollywood) au 6904, Hollywood Boulevard[49],[50].
- 1998 : Acapulco Black Film Festival pour Debbie Allen
- 2016 : Essence Black Women in Hollywood pour Debbie Allen

### Nominations

#### Primetime Emmy Awards
- 1982 : Meilleure actrice dans une série télévisée dramatique pour Fame
- 1983 : Meilleure actrice dans une série télévisée dramatique pour Fame

#### Golden Globes
- 1983 : Golden Globe de la meilleure actrice dans une série télévisée musicale ou comique pour Fame[48]
- 1984 : Golden Globe de la meilleure actrice dans une série télévisée musicale ou comique pour Fame[48]
- 1985 : Golden Globe de la meilleure actrice dans une série télévisée musicale ou comique pour Fame[48]

#### Satellite Awards
- 1998 : Meilleur film dramatique pour Amistad

#### Autres
- 2001 : Daytime Emmy Awards : meilleure réalisation pour un programme spécial pour Cool Women
- 2005 : BET Comedy Awards : meilleure réalisation dans une série télévisée comique avec Alfonso Ribeiro pour All of Us

Debbie Allen est élevée au grade de Docteur honoris causa par l'University of North Carolina School of the Arts (en) et l'Université Howard.